# NGC 2075
NGC 2075 ist ein Emissionsnebel mit einem eingebetteten offenen Sternhaufen im Sternbild Mensa in der Großen Magellanschen Wolke.
Das Objekt wurde am 23. Dezember 1834 von John Herschel entdeckt.